# Hugo Müller (Chemiker)
Hugo Heinrich Wilhelm Müller (* 29. Juli 1833 in Tirschenreuth, Oberpfalz; † 23. Mai 1915 auf seinem Landsitz Crosby Hill bei Camberley, Surrey) war ein deutsch-britischer Chemiker.

## Leben
Der gebürtige Tirschenreuther Hugo Müller, Sohn eines Spinnereibesitzers, wandte sich nach Abschluss seiner Schulausbildung in Nürnberg seit 1850 dem Studium der Geologie bei Wolfgang Sartorius von Waltershausen an der Universität Leipzig zu. Kurze Zeit später wechselte er an die Georg-August-Universität Göttingen, dort nahm er unter anderem bei Friedrich Wöhler das Studium der Chemie auf, welches er 1853 mit der Promotion zum Dr. phil. abschloss.
Hugo Müller trat im Anschluss eine Assistentenstelle bei Justus von Liebig in München an. 1854 übersiedelte er nach London, dort erhielt er eine Anstellung bei dem Chemiker, Erfinder und Amateurastronomen Warren de La Rue. 1873 wurde er als Teilhaber der Papierfabrik und Staatsdruckerei Thomas de la Rue eingesetzt. Der mit der Ehrendoktorwürde der Universität St. Andrews ausgezeichnete Hugo Müller, lebenslanges Mitglied sowie ehemaliger Präsident der Chemical Society in London, verstarb im Mai 1915 plötzlich an den Folgen eines Herzschlages auf seinem Landsitz Crosby Hill bei Camberley.
Der international ausgewiesene Experte für Farbstoffe und Pigmente stellte 1864 mit Hermann Kolbe zum ersten Mal die Malonsäure dar.

## Publikationen
- zusammen mit Warren de la Rue: On the resin of Ficus rubiginosa, and a new homologue of benzylic alcohol, London, 1860
- zusammen mit Warren de la Rue: Ueber Terephtalsäure und die Derivate derselben, in: Justus Liebigs Annalen der Chemie, volume 121, number 1, C.F. Winter, Leipzig und Heidelberg, 1862, S. 86–93.
- Die Pflanzenfaser und ihre Aufbereitung für die Technik, Vieweg, Braunschweig, 1876
- zusammen mit Warren de la Rue: Experimental researches on the electric discharge with the chloride of silver battery, Royal Society, London, 1878
- zusammen mit Warren de la Rue: On the Height of the Aurora Borealis, in: Proceedings of the Royal Society of London, volume 30, Royal Society, London, 1879, S. 332–334.